# Eunuco (storia della Cina)

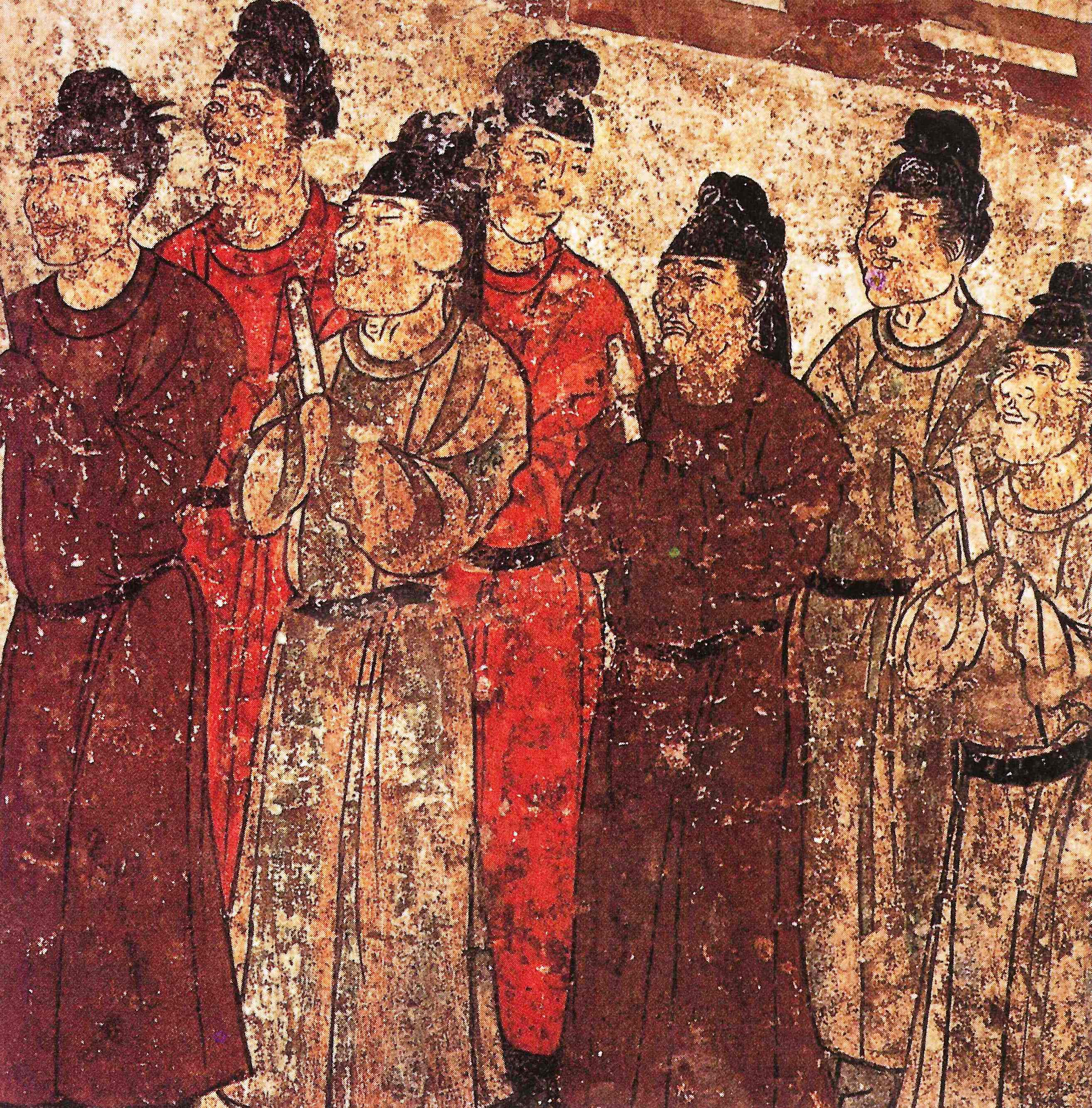
Un gruppo di eunuchi - murale del principe Zhanghuai di Tang (706).

Nella storia della Cina, gli eunuchi (zh. 宦官S, huànguānP) figurano a partire dall'anno 146, al tempo dell'imperatore Huan della dinastia Han, ed erano ancora comuni come dipendenti pubblici al tempo della dinastia Qing (1644-1912), quasi duemila anni dopo.
Un eunuco è un uomo sottoposto a castrazione ("castrato"), pratica che ebbe una funzione sociale in diverse culture nella storia dell'umanità. In Cina, in particolare, la procedura di castrazione includeva sia l'asportazione delle gonadi sia l'asportazione del pene, il tutto eseguito con un rapido taglio di coltello. Dai tempi antichi fino alla dinastia Sui, la castrazione fu una delle cosiddette "Cinque punizioni" (五刑S, wǔ xíngP, ńgh yìhngW), nonché un mezzo per ottenere un impiego nel servizio imperiale. Alcuni eunuchi, come il funzionario della dinastia Ming Zheng He, ottennero un potere che sostituì quello dei Gran Segretari. L'auto-castrazione non era pertanto rara in Cina, sebbene non fosse sempre eseguita completamente/correttamente e in seguito fu vietata.
Gli eunuchi erano impiegati come funzionari pubblici d'alto rango perché non potevano avere figli, quindi non erano tentati di prendere il potere e iniziare una dinastia. Inoltre, molti nel palazzo consideravano gli eunuchi più affidabili dei funzionari studiosi. Infine, come assegnazione simbolica dell'autorità divina nel sistema del palazzo, una costellazione di stelle fu designata come dell'imperatore; a ovest della costellazione, quattro stelle erano conosciute come i suoi "eunuchi".
La tensione tra eunuchi al servizio dell'imperatore e virtuosi funzionari confuciani è un tema ricorrente nella storia cinese. Nella sua Storia del governo, Samuel Finer scrive che la realtà spesso ha bisogno di essere chiaramente definita. L'imperatore apprezzava gli eunuchi capaci come consiglieri e la resistenza dei funzionari "virtuosi" spesso derivava dalla gelosia. Ray Huang sostiene che gli eunuchi rappresentavano la volontà personale dell'Imperatore mentre gli ufficiali rappresentavano la volontà politica della burocrazia, tingendo di sfumature ideologiche ancor prima che politiche lo scontro tra le due fazioni.
Il numero di eunuchi impiegati nell'impero cinese scese a 470 nel 1912. Il governo cinese abolì gli eunuchi il 5 novembre 1924. L'ultimo eunuco imperiale, Sun Yaoting, morì nel dicembre 1996.

## Premessa: la castrazione della cultura dell'antica Cina
La castrazione fu in uso nel periodo Neolitico per addomesticare gli animali ma sin dalla remota Antichità fu imposta anche agli esseri umani come mezzo di soggiogazione, schiavitù o come punizione. In Cina, la procedura di castrazione prevedeva sia l'asportazione delle gonadi (orchiectomia), sia l'asportazione del pene, il tutto eseguito con un rapido taglio di coltello. Probabilmente dai tempi della dinastia Xia (ca. 2070 a.C.–ca. 1600 a.C.) e certamente dai tempi della dinastia Shang (1600–1046 a.C.), la castrazione fu una delle Cinque punizioni (zh. 五刑S, wǔ xíngP, ńgh yìhngW), comminata ai rei di adulterio, attività licenziosa o promiscua.
La pena era nota come Gōng (宮), anche yínxíng (淫刑), fǔxíng (腐刑) o cánshì xíng (蠶室刑) ed aveva un equivalente per le donne ree delle medesime colpe, il Gōngxing. La pena mirava a fare del reo un eunuco (宦官S, huànguānP) da mettersi poi al servizio dello Stato e/o del Palazzo. Era consuetudine per gli eunuchi custodire un'urna contenente i propri genitali, detti bao ("tesoro"), perché secondo le credenze cinesi gli eunuchi una volta morti andavano sepolti assieme ad essi, per poter un giorno rinascere come uomini completi.

## Storia

### Dinastie Qin (221-206 a.C.) e Han (202 a.C.-9, 25-220)

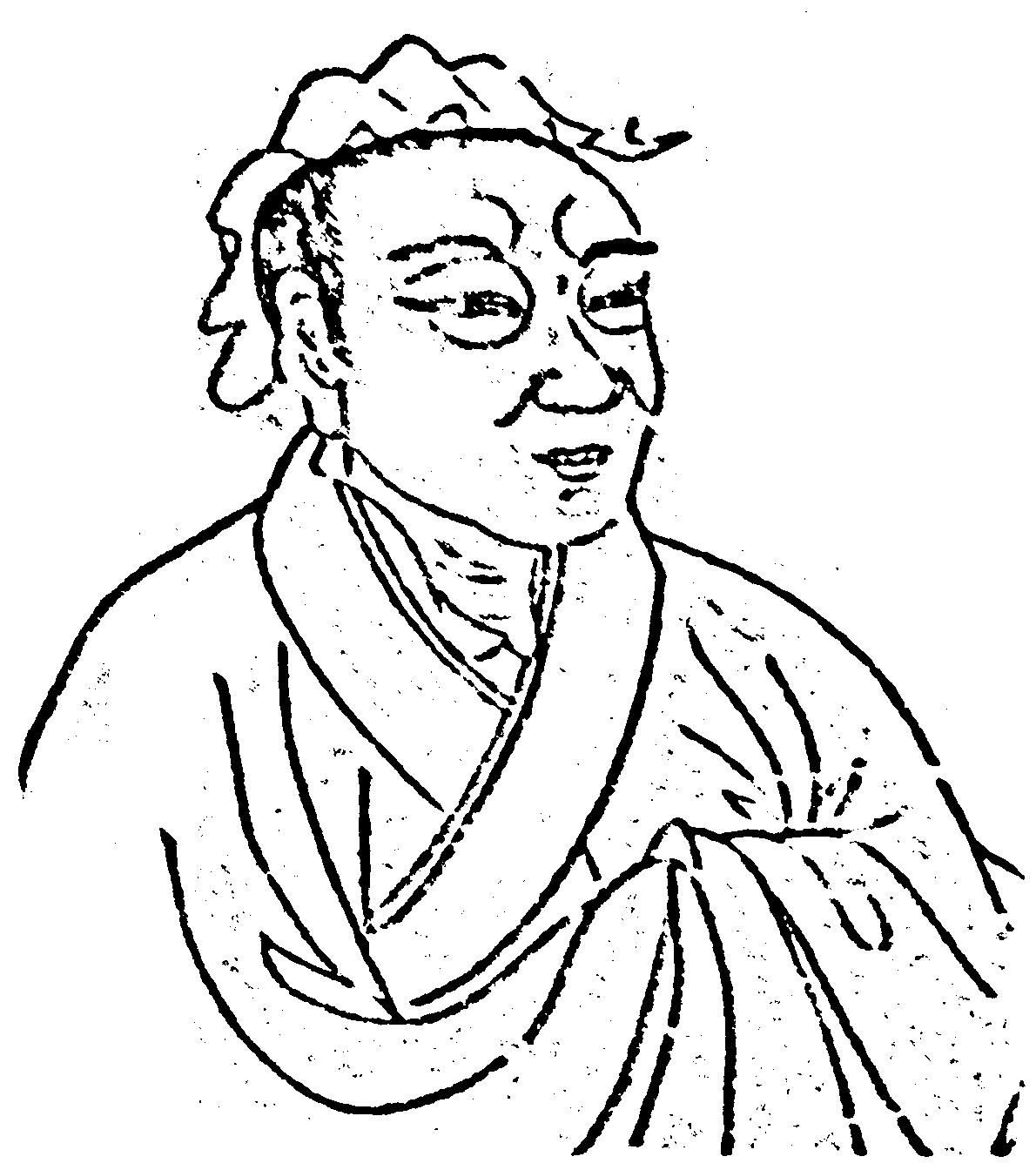
Ritratto dello storico Sima Qian, punito con la castrazione.

Gli uomini condannati alla castrazione divennero schiavi-eunuchi sotto la dinastia Qin, condannati a lavori forzati in progetti come l'Esercito di terracotta. Il governo Qin ha confiscato la proprietà e ridotto in schiavitù e castrato le famiglie degli stupratori come punizione.
Nella Cina della dinastia Han, i riferimenti alla castrazione erano gōngxíng (宮刑S, lett. "punizione di palazzo") o fǔxíng (腐刑S, lett. "punizione in decomposizione") ed eufemisticamente come "mandato alla casa del baco da seta", riferendosi alla reclusione del nuovo castrato in una stanza (come un baco da seta) per prevenire l'infezione e la morte dopo l'operazione. Come i Qin, anche gli Han condannavano alla schiavitù gli uomini castrati per punizione.
Illustri casi di castrazione punitiva degli Han furono:
- Lo storico Sima Qian, accusato di dissenso e castrato.
- Un principe del regno di Loulan nello Xinjiang castrato per ordine dell'imperatore Wu come punizione per aver infranto una legge.
- Zhang He, il fratello maggiore di Zhang Anshi, già condannato a morte fu castrato quando suo fratello chiese la commutazione della pena.
- Li Yannian fu castrato per un crimine commesso.
- L'inviato Ge Du (Ke Too) fu castrato per non aver ucciso il "Re pazzo" dei Wusun ed aver invece favorito la sua guarigione fornendogli dei medici.
- Su Wen fu castrato per aver sostenuto il principe Liu Fuling e sua madre, Lady Zhao, contro Liu Ju (principe ereditario di Wei) e sua madre, Wei Zifu.

Verso la fine della dinastia Han, nel 189, un gruppo di eunuchi conosciuti come i Dieci Assistenti ottenne un notevole potere nella corte imperiale, tanto che diversi signori della guerra pianificarono il loro assassinio per ripristinare il governo dell'imperatore. Il signore della guerra lealista He Jin fu attirato in una trappola nel palazzo e ucciso proprio dagli eunuchi. Gli altri signori della guerra, guidati da Yuan Shao, presero d'assalto la corte e massacrarono i dieci attendenti e molti altri eunuchi. Sulla scia dei combattimenti, Dong Zhuo prese il potere. La castrazione fu abolita due volte come punizione sotto la dinastia Han: nel 167 a.C. e nel 110 d.C.

### Dinastie Wei settentrionale (386–535) e Qi settentrionale (550–577)
Nel 446, il Wei settentrionale represse una ribellione etnica Qiang. Wang Yu era un eunuco Qiang che potrebbe aver subito la castrazione durante la rivolta poiché il Wei settentrionale castrava spesso i giovani della élite Qiang. Nacque nella città di Lirun, nella prefettura di Fengyi (attuale contea di Chengcheng), ove fece poi costruire un tempio buddista nel 488.
La dinastia Wei settentrionale fece castrare i giovani figli di ribelli e traditori, costringendoli a servire nel palazzo come eunuchi. Notevoli sopravvissuti a questa pratica includono Liu Siyi (Liu Ssu-i), Yuwen Zhou (Yü-wen Chou 宇文冑), Duan Ba, Wang Zhi, Liu Teng e Sun Shao. L'imperatore Gao Huan della dinastia Qi Settentrionale fece castrare Shu Lüè e lo uso come eunuco-messaggero perché il padre, Fan Guan (Fan Kuan 樊觀), rimase fedele ai Wei settentrionali. Il Wei settentrionale presentò mogli del nord ai generali Cui Mo e Shen Mo di Liu Song. Shen Mo ebbe un figlio, Lingdu, e fuggì a sud verso Liu Song; per rappresaglia, il Wei settentrionale castrò Lingdu. Cui Mo non tonrò a sud e suo figlio sfuggi ad una simile punizione.
L'eunuco Zong Ai uccise due imperatori del Wei settentrionale e un principe. L'imperatrice vedova Hu (Qi settentrionale) pianse l'eunuco Meng Luan. Secondo quanto riferito, ebbe rapporti sessuali con i suoi eunuchi; gli storici tradizionali usavano il termine xiexia (褻狎, "giochi immorali"), piuttosto che "adulterio", per descrivere tali atti.

### Dinastie Sui (581–618) e Tang (618–907)
Gli indigeni della Cina meridionale subirono la castrazione per essere usati come eunuchi durante le dinastie Sui e Tang. Ad esempio, il ribelle An Lushan aveva un eunuco Kitai (Liao) di nome Li Zhu'er  (李豬兒) (Li Chu'er) quando era un adolescente. Lushan castrò Zhu'er con una spada, quasi uccidendolo per la perdita di sangue e rianimandolo dopo aver messo delle ceneri sulla sua ferita. Zhu'er servì Lushan per tutta la vita e gli fu fedele, aiutandolo spesso a casa e nei bagni di vapore Huaqing (Hua-ch'ing) quand'era ormai un obeso. Lushan sviluppò una malattia della pelle e divenne cieco e paranoico in tarda età, prendendo a fustigare e uccidere indiscriminatamente i suoi subordinati. I suoi nemici convinsero allora Zhu'er e Yan Zhuang (Yen Chuang) (嚴莊) ad assassinarlo e Zhu'er sventrò Lushan.

### Dinastie Liao (916–1125), Jin (1115–1234) e Yuan (1271–1368)
Le dinastie Liao, Jin e Yuan castravano regolarmente i prigionieri di guerra nemici di età inferiore ai 10 anni, costringendoli a servire reali o stimati cittadini. Di conseguenza, la guerra creò molte opportunità per uomini e donne di rapire i giovani figli di combattenti nemici e civili d'élite. Le donne Kitai (dinastia Liao) avrebbero combattuto al fianco degli uomini in guerra per poi approfittare del numero di giovani prigionieri di guerra catturati per riempire i loro palazzi di eunuchi in età prepuberale. Questi giovani eunuchi erano schiavi domestici, spesso al servizio nel harem delle donne reali, con anche dame di corte titolate e concubine, e non avevano potere politico o sociale.
I Khitani catturarono gli eunuchi cinesi alla corte Jin dopo il loro attacco alla Dinastia Jin posteriore (936-947). La loro guerra con la dinastia Song aiutò i Kitai a creare più eunuchi. L'imperatrice vedova Kitai Chengtian guidò un'incursione in Cina e catturò 100 giovani (sotto i 10 anni) attraenti ragazzi di etnia Han (cinesi) da trasformare in eunuchi, tra cui i celebri Wang Ji'en (王继恩 (辽朝)S) e Zhao Anren (赵安仁S). Notevoli eunuchi della dinastia Jin furono Liang Chong (梁珫S) e Song Gui (宋珪S).
Come le dinastie che sorsero e caddero prima della loro, i Kitai emanarono un'ordinanza che permetteva la castrazione nel 962 dopo lo stupro della giovane figlia di un fante durante il regno dell'imperatore Muzong di Liao. Lo stupratore (zio di una consorte imperiale) fu castrato e reso schiavo della sua vittima a vita. Come l'Impero mongolo, anche il Goryeo (Corea) fornì eunuchi alle élite mongole, come i celebri Bak Bulhwa, Go Yongbo e Bang Sinu. Alcuni eunuchi adottarono nomi mongoli.

### Dinastia Ming (1368-1644)
La castrazione divenne una punizione legale vietata alla fine del regno dell'imperatore Hongwu (r. 1368-1398), fondatore della dinastia Ming, che regnò sugli eunuchi delle tribù mongole, coreane, vietnamite, cambogiane, dell'Asia centrale, tailandesi e di Okinawa. C'erano anche eunuchi coreani, jurchen, mongoli, dell'Asia centrale e vietnamiti sotto l'imperatore Yongle (r. 1402-1424), figlio di Hongwu, inclusi eunuchi mongoli che lo servirono quando era il principe di Yan. Gli eunuchi musulmani e mongoli erano alla corte Ming, come quelli catturati nel Yunnan controllato dai mongoli nel 1381; tra loro c'era Zheng He che servì Yongle come plenipotenziario e passò alla storia come grandissimo esploratore marittimo. La corte Ming inviò eunuchi musulmani come ambasciatori presso i Timuridi. Gli eunuchi vietnamiti, tra cui Ruan Lang, Ruan An (Nguyễn An), Fan Hong, Chen Wu e Wang Jin, furono inviati da Zhang Fu. La Corea inviò 198 eunuchi, molti del sud-est asiatico e della Corea, a Hongwu prima di terminare il tributo umano nel 1435. Alla fine della dinastia Ming, quasi l'80% degli eunuchi proveniva dalla Cina settentrionale, principalmente dalla regione di Pechino.

#### La castrazione nei paesi circostanti
L'imperatore Hongwu ebbe una relazione controversa con la dinastia coreana di Joseon, spesso in competizione per l'influenza sugli Jurchen della Manciuria. Gli ambasciatori eunuchi Ming di origine coreana hanno frustato i funzionari coreani a causa delle loro richieste insoddisfatte. Gli ambasciatori a volte erano arroganti: es. nel 1398, un ubriaco Sin Kwi-Saeng brandì un coltello alla presenza del re a cena. Le relazioni sino-coreane in seguito divennero amichevoli e il seggio dell'inviato coreano alla corte Ming era il più alto degli affluenti. L'esploratore eunuco jurchen Yishiha visse durante il regno dell'imperatore Yongle.
Durante le ribellioni Miao, il governatore Ming castrò migliaia di ragazzi Miao e li diede ai funzionari come schiavi; tuttavia, l'imperatore Zhengtong (r. 1435-1464) lo rimproverò. Il principe Zhu Shuang fece castrare diversi ragazzi tibetani e sequestrò donne tibetane dopo una guerra contro i tibetani. Anch'egli fu criticato per il suo operato, anche se post-morte.

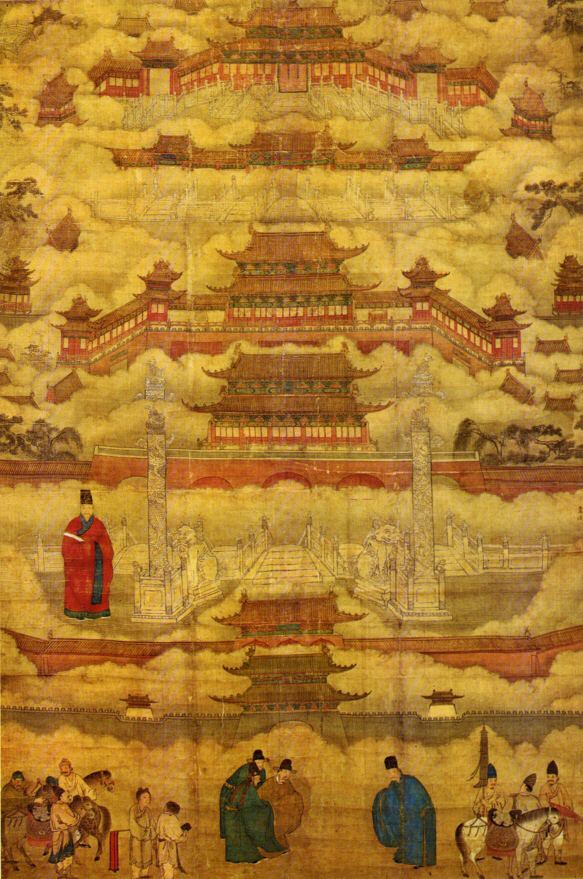
La città Proibita - dipinto della dinastia Ming.
La Città Proibita fu il "regno" degli eunuchi durante le dinastie Ming e Qing.

Durante la dinastia Lê (1428-1789), l'imperatore vietnamita Lê Thánh Tông (r. 1460-1497) represse i contatti con l'estero e impose l'isolazionismo. Le sue politiche influenzarono il commercio tra il Guangdong (Penisola di Leizhou e Hainan) e il Vietnam, con resoconti di marinai cinesi portati fuori rotta catturati e castrati per diventare schiavi dei vietnamiti. Stessa sorte toccò agli inviati malesi del Sultanato di Malacca attaccati e catturati nel 1469 dalla marina vietnamita mentre tornavano in patria dalla Cina: i giovani prigionieri furono castrati e schiavizzati.
Una voce datata 1499 del Ming Shilu riporta che durante il 1460, sotto l'imperatore Chenghua (r. 1464-1487), 13 uomini cinesi di Wenchang, tra cui incluso Wu Rui, furono catturati dai vietnamiti dopo che la loro nave fu portata fuori rotta da Hainan al Guangdong, sotto-prefettura di Qin (Qinzhou), e sbarcò vicino alla costa del Vietnam. L'imperatore ridusse in schiavitù 12 dei 13 marinai come braccianti agricoli; il più giovane, Wu Rui (吳瑞), fu selezionato dalla corte vietnamita per la castrazione e divenne eunuco presso la Città imperiale di Thang Long per quasi 25 anni. Dopo la morte di Lê Thánh Tông (1497), Wu Rui divenne sovrintendente militare nel nord del Vietnam. Una guardia di Lạng Sơn gli rivelò una via per tornare in Cina e Rui fuggì a Longzhou dopo aver camminato per nove giorni attraverso le montagne. Il capo della minoranza etnica locale, il tusi Wei Chen, lo prese in custodia, ignorando le obiezioni della sua famiglia che voleva rimandarlo in Vietnam. Saputo della sua fuga e temendo che avrebbe rivelato segreti di stato, i funzionari vietnamiti inviarono un agente per riacquistare Rui da Wei Chen. Ne nacque una discussione sul prezzo che rallentò la vendita, permettendo al magistrato di Pingxiang, Li Guangning, di mandare Rui a Pechino per prestarvi servizio nel palazzo Ming.
Nel 1467, una voce simile nel Đại Việt sử ký toàn thư riporta che una nave cinese si arenò nella provincia di An Bang di Dai Viet (attuale Provincia di Quang Ninh). Lê Thánh Tông ordinò l'arresto dei cinesi e vietò loro di tornare in patria. Gli storici Leo K. Shin, John K. Whitmore e Tana Li suggeriscono che questi resoconti di marinai portati fuori rotta e catturati e castrati potrebbero indicare il coinvolgimento cinese nel contrabbando che il governo vietnamita osteggiò duramente.
Le voci sulla possibile conversione all'Islam dell'imperatore Zhengde (r. 1505-1521) abbondarono dopo che egli incoraggiò i suoi eunuchi musulmani a commissionare la produzione di porcellane con iscrizioni bianche e blu in persiano e arabo. Il sospetto crebbe quando l'imperatore fu associato a un mandato contro la macellazione dei maiali, sebbene l'autore del proclama sia sconosciuto. Gli eunuchi musulmani hanno contribuito con denaro nel 1496 per riparare la Moschea Niujie, la più grande moschea e centro culturale musulmano di Pechino, e l'associazione dell'imperatore con i suoi eunuchi musulmani ha innescato pettegolezzi.
L'imperatore impiegò quasi 70.000 eunuchi entro la fine della dinastia Ming, con alcuni in servizio nel Città Proibita. La popolazione di eunuchi della dinastia raggiunse i 100.000. In testi culturali popolari, come Il libro delle truffe di Zhang Yingyu (c. 1617), gli eunuchi furono descritti negativamente e accusati di arricchirsi con tasse eccessive e di indulgere in cannibalismo e dissolutezza sessuale.
La moglie dell'imperatore dei Ming Meridionali Yongli (r. 1646-1662), l'imperatrice Wang, aveva un giovane eunuco ridotto in schiavitù che in seguito scrisse un resoconto descrivente in dettaglio la sua infanzia nella prefettura di Jingzhou nella provincia di Huguang. In primo luogo, l'eunuco scrive che i ribelli hanno ucciso i suoi genitori; uno dei ribelli lo adottò, che in seguito divenne un soldato dei Ming meridionali. Quindi, nel 1656, la corte dei Ming meridionali ordinò agli ufficiali militari di alto rango di rinunciare ai loro figli di età superiore ai sette anni per la castrazione a Kunming (Yunnan Fu) e la riduzione in schiavitù alla corte di Yongli. Oltre 20 ragazzi furono castrati un mese dopo l'ordine, compreso lo schiavo dell'imperatrice Wang (nonostante i tentativi del padre adottivo di salvarlo).
Wang Ruoshue e Pang Tianshou erano eunuchi alla corte di Zhu Youlang.

#### Eunuchi imperiali

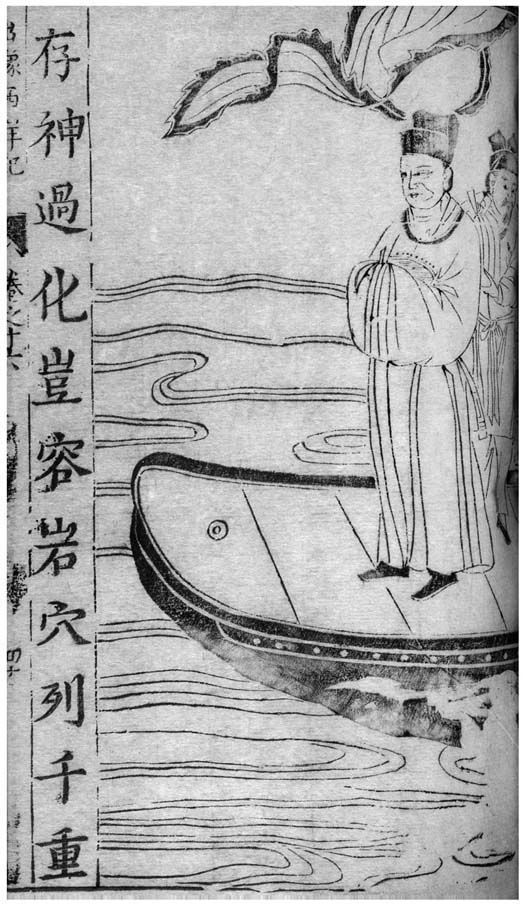
Il potente eunuco imperiale Ming Zheng He - ill. del 1600 ca.

Nella Cina Ming, gli eunuchi erano una pietra angolare delle operazioni quotidiane nel palazzo imperiale. Prima di tutto era mantenere una vita agiata per l'imperatore. Le loro altre responsabilità variavano di significato, comprendendo quasi ogni aspetto della routine del palazzo. Includevano l'approvvigionamento di rame, stagno, legno e ferro e la riparazione e la costruzione di stagni, cancelli di castelli e palazzi nelle principali città come Pechino e Nanchino e le dimore e i mausolei dei parenti imperiali. Gli eunuchi preparavano i pasti per molte persone e si prendevano cura degli animali domestici e degli animali selvatici dentro e intorno al palazzo.
Lavoravano a stretto contatto con altri professionisti del palazzo, frequentando spesso coloro che occupavano posizioni di rango inferiore. Inoltre, alcuni eunuchi avevano collaborazioni di supporto con le donne al servizio nel palazzo; il nome di una tale coppia era una "coppia vegetariana" (duishi). Le relazioni offrivano sicurezza e protezione a entrambe le parti, consentendo loro di interagire con burocrati mandarini di alto rango.
I doveri degli eunuchi imperiali si evolvettero significativamente durante l'età Ming. L'imperatore Hongwu, il cui operato fu sempre caratterizzato da una forte paranoia, decretò che alcuni eunuchi dovessero essere mantenuti non istruiti per impedire loro di prendere troppo potere. Tuttavia, gli imperatori successivi iniziarono ad addestrare ed educare gli eunuchi e spesso ne fecero i loro segretari. L'eliminazione delle precedenti restrizioni permise ad alcuni eunuchi (in particolare Wang Zhen, Liu Jin e Wei Zhongxian) di ottenere un grande potere. L'imperatore Yongle, figlio di Hongwu, anch'egli afflitto dal timore di rivolte e complotti, si affidò proprio agli eunuchi per supportare il proprio potere e fondò nel 1420 il c.d. "Deposito orientale", un'agenzia di polizia segreta e di spionaggio gestita da eunuchi, supportati dalla polizia segreta militare Ming, la c.d. "Guardia dall'uniforme ricamata" (錦衣衞T, 锦衣卫S, JǐnyīwèiP, lett. "Guardia vestita di broccato"), che restò attiva sino alla fine della dinastia nel 1644. Sempre al tempo di Yongle, l'eunuco Zheng He fu figura di spicco nella corte, un vero plenipotenziario. Passato alla storia come pioniere della navigazione che diffuse ampiamente l'influenza cinese nell'Oceano indiano guidando la c.d. "Armata del tesoro", fu utilizzato da Yongle come ambasciatore presso svariati paesi.

#### Reputazione
Gli eunuchi erano figure controverse nella Cina Ming poiché intrinsecamente legati allo spionaggio di corte, come anticipato. Servivano l'harem e gli imperatori che credevano di poter trasportare informazioni preziose. I "virtuosi" burocrati confuciani giudicavano gli eunuchi avidi, malvagi, astuti e ambigui perché lavoravano nel palazzo o in altre case ufficiali con molte concubine. Nella società cinese, la castrazione infrangeva le regole morali convenzionali: un figlio senza un erede maschio che portasse avanti il cognome contraddiceva infatti l'ideologia confuciana. Gli eunuchi di palazzo erano stereotipati come usi all'abuso di autorità in aree che non competevano loro. L'imperatore Yongle permise loro di supervisionare l'attuazione dei compiti politici e gli eunuchi a volte interferirono nella successione al trono. Man mano che la loro presenza e il loro potere aumentavano, gradualmente assunsero i doveri di musici di palazzo, anche in ambito femminile, e divennero i musicisti dominanti.

### Dinastia Qing (1634-1912)

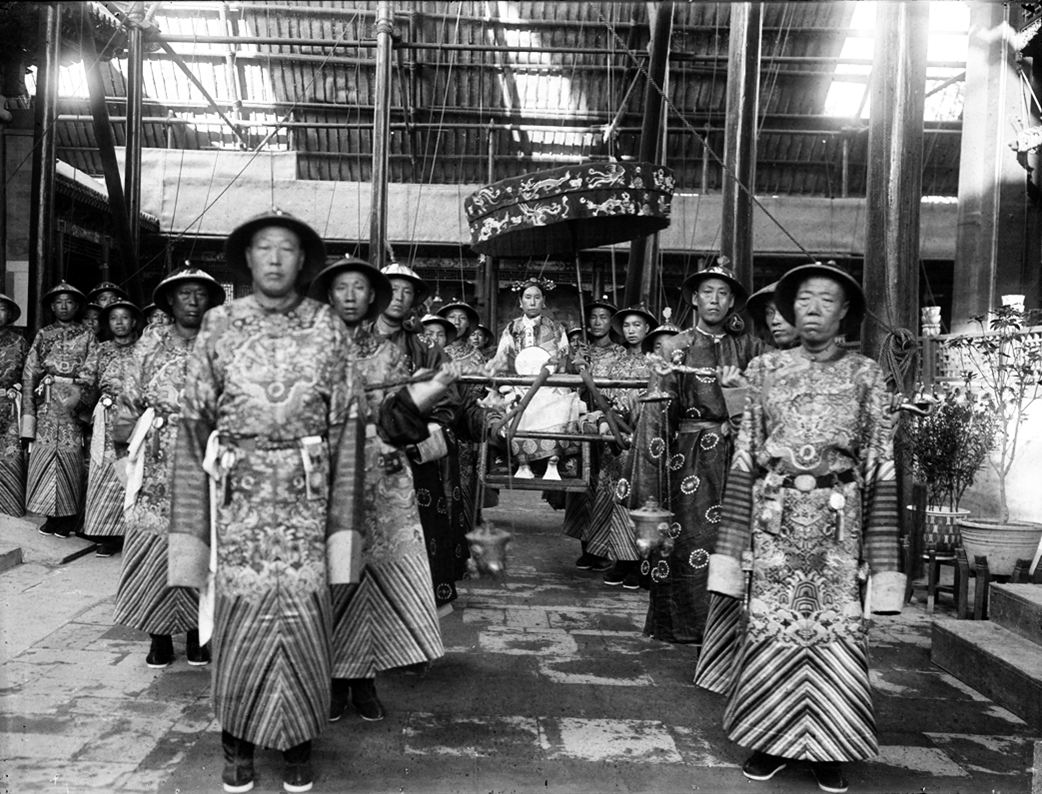
L'imperatrice vedova Cixi trasportata e accompagnata da eunuchi di palazzo - fotografia (pre-1908).

Sebbene gli eunuchi fossero impiegati da tutte le dinastie cinesi, le loro opportunità diminuirono durante la dinastia Qing; il loro lavoro fu in gran parte sostituito dal Dipartimento della Casa Imperiale che aveva gestito il loro impiego dai tempi dell'imperatore Kangxi (r. 1661-1722). Il palazzo Qing tendeva a reclutare eunuchi dalla provincia di Zhili che erano principalmente cinesi Han adolescenti e ventenni non sposati del nord dello Shandong e delle contee di Wanping, Jinghai, Daxing e Hejian nel sud dell'Hebei vicino a Pechino. Un piccolo numero di cinesi meridionali dello Yunnan, Zhejiang e Guangdong divennero eunuchi, ma l'aumento fu minore rispetto al numero di eunuchi delle contee intorno a Pechino. Nel 1621, ai Principi Qing fu erroneamente detto che le loro donne di palazzo avrebbero fatto sesso con i loro giovani schiavi maschi e furono istruiti a far castrare gli schiavi da Nurhaci (r. 1616-1626).
All'inizio del XX secolo, circa 2.000 eunuchi lavoravano nella Città Proibita. Erano noti per la corruzione e il furto durante la tarda dinastia, dopo essere stati regolarmente picchiati e maltrattati come schiavi governati da un imperatore spesso ostile e violento. Molti uomini divennero eunuchi volontariamente a causa della povertà dilagante, subendo anche violenze fisiche pur di vivere una vita migliore. Pu Yi, l'ultimo imperatore Qing ed ultimo imperatore della Cina (r. 1908-1912), cresciuto nella Città Proibita, così scrisse: «All'età di 11 anni, fustigare gli eunuchi faceva parte della mia routine quotidiana. La mia crudeltà e il mio amore per il potere erano già troppo radicati perché la persuasione avesse effetto su di me. [...] Ogni volta che ero di cattivo umore, gli eunuchi si mettevano nei guai.» Una borsa gialla con bastoncini di bambù era conservata nella Città Proibita e l'imperatrice vedova Cixi (eminenza grigia del potere Qing dal 1861 al 1908) una volta ordinò alle cameriere di palazzo e alle donne di corte di usarli per picchiare gli eunuchi. Gli eunuchi sarebbero stati puniti di più a meno che non chiedessero pietà alla loro padrona (o padrone).

#### La ribellione di Lin Shuangwen

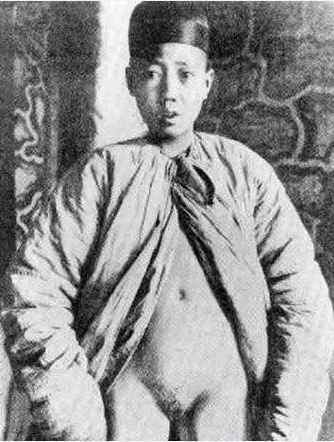
Un giovane eunuco evirato - fotografia (1901)

Una nuova politica di castrazione dei ribelli e dei figli degli assassini di tre o più persone imparentate contribuì a rafforzare la diminuzione dell'offerta di giovani eunuchi per il palazzo estivo Qing. I Qing abbassarono il limite di età per castrare i figli dei ribelli dai nove ai quattro anni. Il dipartimento della casa imperiale Qing a volte aspettava che i ragazzi avessero 11 anni prima di castrarli; due giovani figli imprigionati dell'assassino giustiziato Sui Bilong dello Shandong non furono castrati finché non furono più grandi. Tuttavia, il dipartimento castrò immediatamente l'undicenne hunanese Fang Mingzai dopo che suo padre era stato giustiziato per omicidio. Centotrenta figli dei partecipanti alla ribellione di Lin Shuangwen, dai quattro ai quindici anni, furono castrati per ordine dell'imperatore Qianlong (r. 1735-1796) e di Heshen, compreso il nipote di quattro anni del leader ribelle Zhuang Datian, Zhuang Amo. La famiglia del leader ribelle Datian e la famiglia di Lin Da furono punite per la loro partecipazione alla ribellione. Lin Shuangwen ordinò a Lin Da di guidare un gruppo di 100 ribelli e lo intitolò "Generale Xuanlue". Dopo la ribellione, Lin Da fu giustiziato da Lingchi all'età di 42 anni. Aveva sei figli: i due maggiori morirono prima della ribellione, il terzo (Lin Dou) morì di malattia a Pechino prima che potesse essere castrato, mentre il quarto e il quinto (Lin Biao di 11 anni e Lin Xian di 8 anni) furono castrati. Il sesto (Lin Mading, 7 anni) fu adottato da suo zio, Lin Qin; poiché Lin Qin non si unì alla ribellione, Lin Mading non fu castrato e ebbe due figli dopo essersi sposato nel 1800.

#### Modifiche alla politica di castrazione

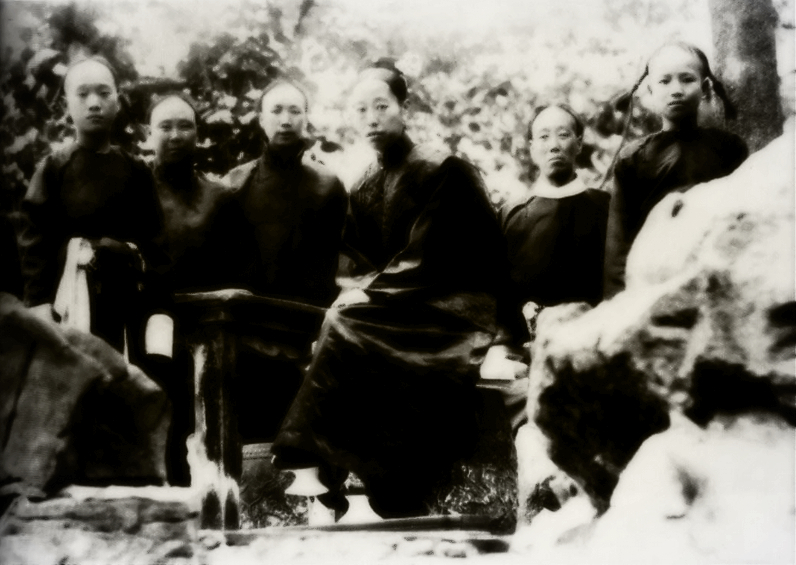
L'imperatrice Longyu con cinque eunuchi; Zhang Lande è il terzo da sinistra - fotografia.

La politica Qing di castrare i figli di ribelli e assassini con tre o più vittime fu ispirata da un caso del 1781 del nipote diciottenne d'un ribelle la cui condanna a morte fu commutata in castrazione. La castrazione per i figli di ribelli e assassini fu reintrodotta quindi dai Qing nel XVIII secolo, dopo la sua abolizione durante le dinastie Tang e Ming. Nel 1793, Qianlong e il Dipartimento della Casa Imperiale (sotto Heshen) decretarono che i figli di assassini di età superiore ai 16 anni sarebbero stati esiliati come schiavi alla frontiera dopo la castrazione; i figli sotto i 16 anni sarebbero stati tenuti come eunuchi nel palazzo imperiale, nella convinzione che i figli più giovani potessero essere controllati più facilmente.

##### Figli di assassini
L'imperatore Qianlong riesaminò il caso di Zhao Cheng (赵成), che andò a letto con la moglie di suo figlio. Suo figlio, Zhao Youliang, non volle denunciare suo padre e portò sua moglie al sicuro dai loro parenti (la famiglia Niu). L'amico di Zhao Cheng, Sun Si (孙四), lo aiutò a uccidere cinque membri della famiglia Niu (di cui incolpò suo figlio). Sotto tortura e interrogatorio, Zhao Youliang non coinvolse suo padre. I funzionari ipotizzarono che gli omicidi fossero stati probabilmente commessi da più di una persona e, dopo aver torturato e interrogato i vicini della famiglia Niu, appresero che Zhao Cheng e Sun Si avevano commesso gli omicidi. La pena per l'omicidio di massa era l'esecuzione dello stesso numero di individui della famiglia dell'autore delle vittime dell'omicidio. I funzionari erano riluttanti a giustiziare Zhao Youliang per i crimini di suo padre e chiesero consiglio all'imperatore Qianlong. L'imperatore decise che il figlio dovesse essere castrato; sebbene fosse figlio di un assassino, fu vittima di suo padre.
Nel 1791, un assassino di massa uccise 11 persone e ferì 12 persone non imparentate. La politica Qing della punizione per castrazione chiarì i due requisiti per concedere a un assassino la castrazione invece dell'esecuzione: almeno tre persone dovevano essere uccise e tutte le vittime dovevano essere membri della stessa famiglia. Ignorando il requisito di una relazione familiare-vittima, l'imperatore Qing ordinò che i figli dell'assassino fossero castrati invece che giustiziati. In un incidente correlato del 1789 nello Henan, tre fratelli furono uccisi e un quarto fratello fu gravemente ferito in un attacco da parte di un fittavolo di nome Zhang. L'imperatore ordinò la castrazione dei due figli di Zhang, invece dell'esecuzione; Zhang fu condannato a morte da lingchi. Nel 1872, Liu Ch'ang-Yu del Henan fu preso dal Dipartimento della Casa Imperiale per la castrazione quando divenne maggiorenne per essere ridotto in schiavitù come eunuco in un istituto principesco; suo padre aveva ucciso diversi parenti.

##### Figli di ribelli
I Qing cambiarono quattro volte la loro legge sulla castrazione dei figli dei ribelli (nel 1801, 1814, 1835 e 1845), affermando che se i figli e i nipoti dei ribelli affermassero di ignorare l'intento ribelle del padre (o del nonno), avrebbero essere inviati al dipartimento della casa imperiale per la castrazione da adulti o bambini. Notevoli decreti Qing furono:

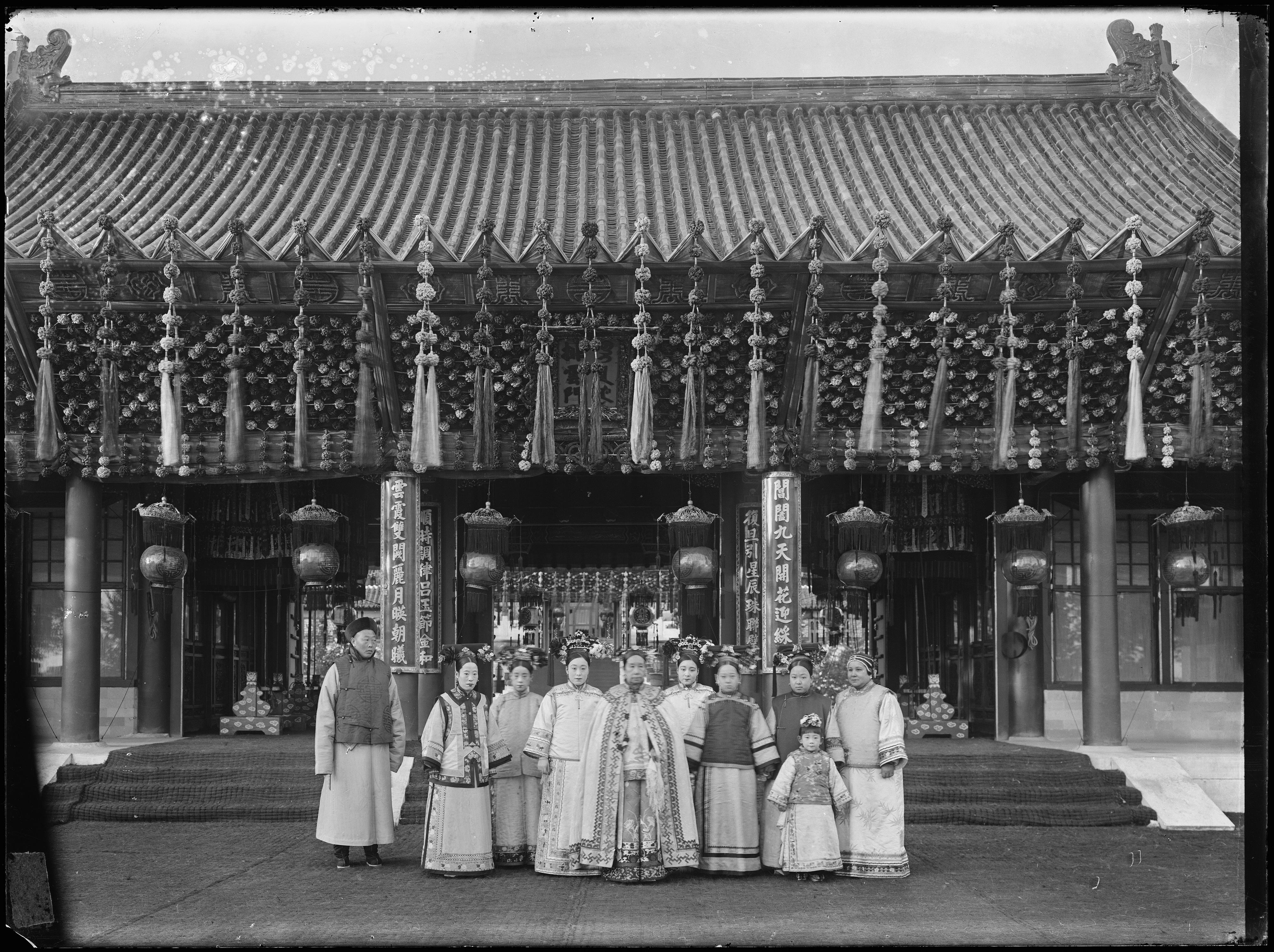
L'imperatrice vedova Cixi, l'imperatrice Longyu e altre donne con l'eunuco Cui Yugui - fotografia (1902)

- 1849: i due figli del ribelle di Taiping Shi Dakai, Shi Dingzhong di cinque anni e suo fratello minore Shi Dingji, furono condannati alla reclusione fino all'età di 11 anni (quando sarebbero stati castrati). Non è noto se le castrazioni siano state eseguite.
- 1856: i ribelli vennero catturati nella provincia metropolitana di Zhili con diversi ragazzi di età inferiore ai 15 anni. Gli adulti ribelli furono decapitati e i ragazzi castrati.
- 1862: le forze Qing sotto Zuo Zongtang soppressero la rivolta di Dungan del 1862-1877 . I figli dei leader ribelli musulmani Hui e Salar nel Ningxia, nel Gansu e nel Qinghai, incluso Ma Benyuan (马本源), furono castrati dal Dipartimento della Casa Imperiale all'età di 11 anni e mandati a lavorare come schiavi per le guarnigioni nello Xinjiang. Anche le mogli dei leader ribelli furono ridotte in schiavitù. Anche Ma Jincheng, figlio del leader Hui Naqshbandi Ma Hualong, fu castrato. Il dipartimento castrò e ridusse in schiavitù i nove figli di Ma Guiyuan (马桂源), poiché avevano raggiunto l'età di 12 anni, e li inviò ai soldati Qing nello Xinjiang.
- 1870: Zhang Wenxiang (張汶祥) fu accusato dell'assassinio di Ma Xinyi e giustiziato. Prima della sua esecuzione, fu costretto a guardare il figlio di 11 anni Zhang Changpao (張長幅) che veniva torturato per convincerlo a confessare l'assassinio (ritenuto essere una cospirazione del governo Qing contro Ma Xinyi). Dopo l'esecuzione di suo padre, il ragazzo fu castrato dal Dipartimento della Casa Imperiale.
- 1872: Li Mao-Tz'e (Li Maozi), che si era ribellato al confine delle province di Henan (Honan) e Anhui (Anhwei), venne giustiziato. Suo figlio di sei anni, Li Liu, fu catturato dalle forze Qing nell'Anhui e consegnato a Yulu (Yu Luh), il governatore dell'Anhui. Imprigionato nell'ufficio del magistrato distrettuale di Huaining (Hwaining) fino all'età di 11 anni nel 1877, fu quindi consegnato al Dipartimento della Casa Imperiale per la castrazione. Il suo caso apparve il 28 novembre 1877 sulla Gazzetta di Pechino.[66][67]
- 1879: il conquistatore musulmano dell'Asia centrale Yaqub Beg fu accusato di sedizione ribelle nel 1879, che portò alla cattura dei suoi tre figli e di un nipote di età inferiore ai dieci anni. Il tribunale aspettò che i ragazzi avessero 11 anni prima di processarli per la loro presunta conoscenza della sedizione del padre; avrebbero dovuto affrontare una lenta e straziante esecuzione se ritenuti colpevoli, la castrazione e la schiavitù se assolti. Furono giudicati innocenti e consegnati al Dipartimento della Casa Imperiale per la castrazione. I membri sopravvissuti della famiglia di Beg includevano quattro figli, quattro nipoti (due maschi e due femmine) e quattro mogli. Tutti morirono in prigione a Lanzhou, Gansu, o vennero uccisi.[68][69][70]
- 1907: il rivoluzionario anti-Qing Xu Xilin (Hsü Hsi-lin) e suo figlio, Xu Xuewen (1906–1991), furono arrestati dai Qing. Secondo la legge Qing, Xu Xuewen (che aveva meno di 16 anni) doveva essere castrato come punizione. Tuttavia, i Qing furono rovesciati nel 1912 e la castrazione non fu eseguita.

#### Giovani eunuchi usati per servizi intimi

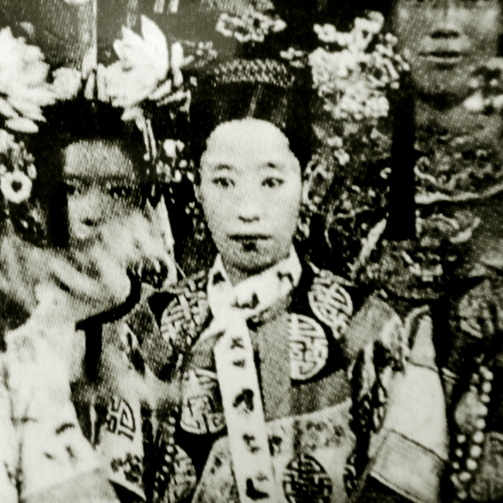
L'imperatrice Longyu, con un eunuco dietro di lei a destra e una cameriera di palazzo a sinistra - fotografia.

Sir John Barrow notò, durante la sua visita al palazzo estivo Qing con la "Missione Macartney" (1793), che c'erano due tipi di eunuchi cinesi: quelli senza testicoli (che ispezionavano e mantenevano edifici, giardini e altri lavori di palazzo) e quelli (chiamato rasibus dai missionari cattolici locali) a cui erano stati amputati sia il pene sia i testicoli. Barrow osserva che il termine "eunuco nero" non si riferiva al colore della pelle, ma faceva riferimento al termine dell'Impero Ottomano per gli eunuchi a cui era stato rimosso il pene. Questi eunuchi prestavano servizio all'interno del palazzo, occupandosi dell'harem imperiale. I giovani eunuchi evirati, considerati civettuoli quasi quanto le donne che servivano, spesso si dipingevano il viso come le donne imperiali. Barrow notò anche che tutti gli eunuchi cinesi (incluso il rasibus) avevano schiave, acquistate da famiglie povere che vendevano le loro figlie. La corte Qing e gli eunuchi, tuttavia, consideravano gli eunuchi maschi e non femmine o di un terzo sesso.
Il ricercatore britannico del XIX secolo George Carter Stent e in seguito lo storico Norman A. Kutcher osservarono che i giovani eunuchi erano apprezzati dai membri femminili della famiglia imperiale Qing come assistenti. Entrambi notano che i giovani eunuchi erano fisicamente attraenti, considerati "completamente puri", ed erano usati per compiti "impossibili da descrivere" da membri femminili della famiglia imperiale. Kutcher suggerisce che i ragazzi fossero usati per il piacere sessuale dalle donne imperiali Qing, paragonandoli ad altri giovani eunuchi chiamati "orecchini" che erano usati anche a tale scopo. I giovani eunuchi erano usati per compiti intimi in bagno e in camera da letto dalle signore del palazzo.
Durante la dinastia Qing, gli eunuchi evirati dovevano ricorrere a dildo, sesso orale o preliminari per soddisfare sessualmente le donne. Liang Zhangju (1775–1849) scrisse nei suoi schizzi Wandering Talk che gli eunuchi di palazzo compivano sesso orale sulle donne e le accarezzavano finché le donne non erano sessualmente soddisfatte. Gli eunuchi usavano dildo e ormoni per avere un "orgasmo a secco con sensazione ridotta per ridurre gli effetti della castrazione", specialmente se avevano superato la pubertà quando erano castrati. Gli eunuchi provavano ancora desiderio sessuale dopo la castrazione ma erano sessualmente frustrati. L'eunuco Zhang Delang commise atti sessuali con una prostituta nella concessione giapponese di Tianjin (dove visse dopo la caduta dei Qing) e sposò tre donne. Yu Chunhe, un eunuco che lavorava per Delang, disse che "bruciava di febbre e desiderio" mentre guardava Delang e la prostituta. Cixi (Tsu-Hsi) suggerì che l'eunuco Xiao Dezhang (Hsiao Teh-chang) (Zhang Lande) diventasse un partner sessuale dell'imperatrice Longyu (Lung-yu), poiché l'imperatore Guangxi (Kuang Hsu) era impotente. Zhang Lande ebbe anche una relazione amorosa con la donna della bandiera Han Yu Roung Ling, una sorella della principessa Der Ling. I rapporti sessuali e il matrimonio tra eunuchi e cameriere di palazzo erano indicati come duishi.

#### Eunuchi e Donne-Alfiere

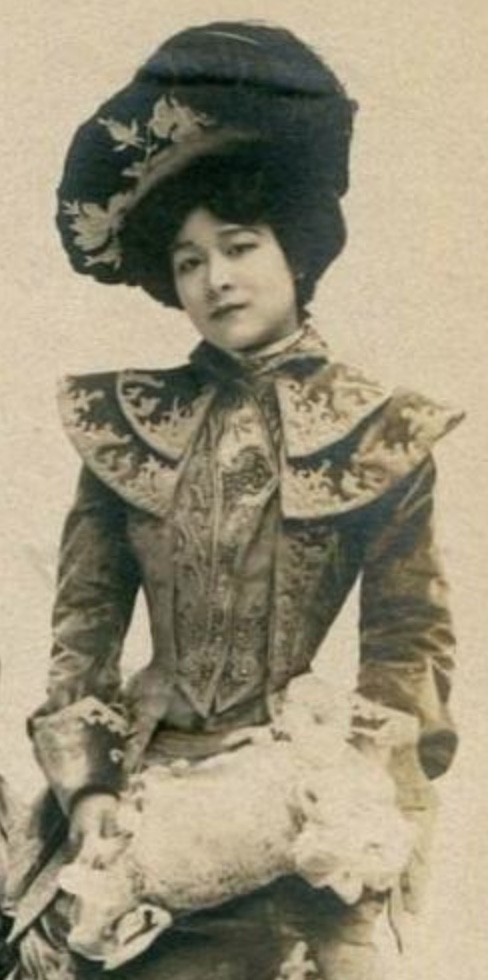
Yu Roung Ling, una donna-Alfiere Han.

La cameriera di palazzo Ronger (榮兒, nata nel 1880) del clan manciù Hešeri scrisse Le memorie di una cameriera di palazzo, un'autobiografia sulle sue esperienze come cameriera di palazzo Qing. Si ritirò dal servizio all'età di 18 anni e contrasse matrimonio con Liu, un eunuco cinese Han donatole dall'imperatrice vedova Cixi e figlio adottivo dell'eunuco Liu Lianying. Ronger scrive che le regole del tribunale Qing richiedevano che tutti gli eunuchi di corte dovessero essere cinesi Han e non manciù delle Otto Bandiere. Tutte le cameriere del palazzo dovevano essere donne dello stendardo manciù dei tre stendardi superiori e dovevano «rimanere dieci anni a palazzo per servire Sua Maestà, e poi sono libere di sposarsi.» Le ragazze Han non potevano essere cameriere di palazzo a meno che il loro padre Han Banner-man non fosse un alto funzionario di sesto grado o superiore, e ai padri Han non era richiesto di mandare le loro figlie a servire.

#### Fine della dinastia
La dinastia Qing terminò con la rivoluzione cinese, nel 1912. Pu Yi, l'ultimo imperatore Qing, continuò a vivere nella Città Proibita con i suoi eunuchi con il sostegno finanziario della nuova repubblica cinese fino al 1924, quando lui e il suo entourage furono espulsi dal generale signore della guerra Feng Yuxiang. Nel 1923, dopo un incendio che Pu Yi credeva fosse stato appiccato per coprire il furto dei suoi tesori imperiali, espulse gli eunuchi dalla Città Proibita. L'ultimo eunuco imperiale, Sun Yaoting, morì nel dicembre 1996, dopo aver narrato la sua storia allo scrittore Yinghua Jia, che la pubblicò nel 1998 (v. Jia 1998).

## Eunuchi cinesi notevoli

### Primo millennio a.C
- Zhao Gao († 210 a.C.) - favorito di Qin Shihuangdi; complottò contro Li Si.
- Sima Qian - primo a praticare la storiografia moderna (la raccolta e l'analisi di fonti primarie e secondarie) per scrivere una storia monumentale dell'impero cinese.

### Primo millennio
- Cai Lun - già accreditato quale inventore della carta prima della scoperta di precedenti manoscritti cartacei.

### Secondo millennio
- Jia Xian (c. 1010-1070) - matematico cinese inventore del triangolo Jia Xian per il calcolo delle radici quadrate e cubiche.
- Zheng He (1371–1433) - ammiraglio che guidò grandi flotte cinesi per l'esplorazione nell'Oceano Indiano.
- Huang Hao - eunuco Shu che appare nel Il romanzo dei Tre Regni
- Cen Hun - eunuco Wu durante il periodo dei Tre Regni
- Gao Lishi - un amico fedele e fidato dell'imperatore Tang Xuan Zong
- Li Fuguo - eunuco Tang che ha dato inizio a un'altra era di dominio eunuco
- Yu Chao'en - eunuco Tang che ha iniziato la sua carriera come supervisore dell'esercito
- Yang Liangyao - eunuco Tang con una illustre carriera diplomatica, in particolare al califfato abbaside nel 785
- Wang Zhen - primo potente eunuco Ming, causa della "Crisi di Tumu"
- Gang Bing - "santo patrono" degli eunuchi cinesi, castratosi per dimostrare lealtà all'imperatore Yongle
- Yishiha - ammiraglio responsabile delle spedizioni del fiume Amur sotto gli Yongle e Xuande
- Liu Jin - funzionario eunuco Ming corrotto e imperatore de facto, un membro delle Otto Tigri
- Wei Zhongxian - funzionario eunuco Ming, considerato l'eunuco più potente della storia cinese
- Wu Rui - eunuco cinese nella dinastia Lê Annam del Vietnam
- Un Dehai (1844-12 settembre 1869) - eunuco Qing, confidente e favorito dell'imperatrice vedova Cixi, giustiziato in una lotta di potere tra l'imperatrice vedova e il principe Chun
- Li Lianying - dispotico eunuco Qing
- Xin Xiuming (1878–1959) - al servizio dell'imperatore Pu Yi dal 1902 al 1911; abate del tempio taoista al cimitero rivoluzionario di Babaoshan nel 1930; ha scritto Eunuch's Recollection, un libro di memorie
- Sun Yaoting (1902–1996) - l'ultimo eunuco imperiale cinese

### Fonti
- (EN) Principessa Der Ling, Two Years in The Forbidden City, Moffat, Yard, 1911,  p. 120.
- (ZH) Toqto'a, 宋史S, Liao ShiP, Storia di LiaoW, 1344. ed. (EN) Toqto'a, Liaoshi [History of Liao], Pechino, Zhonghua shuju, 1974.
- Yinghua Jia, L'Ultimo eunuco in Cina, la vita di Sun Yaoting, Excelsior 1881, 2010  [1998], ISBN 8861581250.
- (ZH) Ming Shilu, XIV-XVII secolo.
- (ZH) Storia dei Ming, XVII-XVIII secolo.

### Studi
- (EN) Mary M. Anderson, Hidden Power: The Palace Eunuchs of Imperial China, Prometheus Books, 1990.
- (EN) Edward Behr, The Last Emperor, Londra, Futura, 1987.
- (EN) Gilbert Chen, Castration and connection: Kinship organization among Ming Eunuchs, in Ming Studies, vol. 2016, n. 74, 2016,  pp. 27-47, DOI:10.1080/0147037X.2016.1179552.
- (EN) Nola Cooke, Tana Li e James Anderson (a cura di), The Tongking Gulf Through History, ed. ill., University of Pennsylvania Press, 2011, ISBN 978-0-8122-4336-9. URL consultato il 4 gennaio 2013.
- (EN) Melissa S. Dale, Inside the World of the Eunuch, 2018, ISBN 9888455753.
- (EN) Bao Hua Hsieh, Concubinage and Servitude in Late Imperial China, Lexington Books, 2014,  p. 236, ISBN 978-0-7391-4516-6.
- (EN) John Keay, China: A History, HarperCollins UK, 2010, ISBN 978-0-00-737208-9. URL consultato il 5 settembre 2013.
- (EN) Norman Kutcher, Eunuch and Emperor in the Great Age of Qing Rule, Oakland, CA, University of California Press, 2018, ISBN 978-0-520-29752-4.
- (EN) Diana Lary, The Chinese State at the Borders, a cura di Diana Lary, ed. ill., UBC Press, 2007, ISBN 978-0-7748-1333-4. URL consultato il 4 gennaio 2013.
- (EN) Tana Li, 8 Epidemics, trade, and local worship in Vietnam, Leizhou Peninsula, and Hainan Island, in Victor H Mair e Liam Kelley (a cura di), Imperial China and Its Southern Neighbours, CHINA SOUTHEAST ASIA History, rist. ill., Institute of Southeast Asian Studies, 2015, ISBN 978-9814620536. URL consultato il 5 gennaio 2019.
- (EN) Keith McMahon, Women Shall Not Rule: Imperial Wives and Concubines in China from Han to Liao, Rowman & Littlefield Editores, 2013, ISBN 978-1-4422-2290-8. URL consultato il 5 settembre 2013.
- (EN) Barbara Bennett Peterson (a cura di), Notable Women of China: Shang Dynasty to the Early Twentieth Century, ed. ill., M.E. Sharpe, 2000, ISBN 0-7656-1929-6. URL consultato il 5 settembre 2013.
- (EN) Alain Peyrefitte, The Immobile Empire, rist. ill., Vintage Books, 2013, ISBN 978-0-345-80395-5.
- (EN) David Robinson, Notes on Eunuchs in Hebei during the Mid-Ming Period, in Ming Studies, vol. 1, 1995,  pp. 1-16, DOI:10.1179/014703795788763645.
- (EN) Leo K. Shin, 5 Ming China and Its Border with Annam, in Diana Lary (a cura di), The Chinese State at the Borders, ed. ill., UBC Press, 2007, ISBN 978-0774813334. URL consultato il 4 gennaio 2013.
- (EN) Mitamura Taisuke, Chinese Eunuchs: The Structure of Intimate Politics, traduzione di Charles A. Pomeroy, Tuttle Publishing, 1970.
- (EN) Shih-Shan Henry Tsai, The Eunuchs in the Ming Dynasty (Ming Tai Huan Kuan), ed. ill., SUNY Press, 1996, ISBN 0791426874.
- (EN) H. J. Van Derven (a cura di), Warfare in Chinese History, vol. 47, ed. ill., BRILL, 2000, ISBN 9004117741. URL consultato il 5 settembre 2013.
- (EN) Yuan-Kang Wang, Harmony and War: Confucian Culture and Chinese Power Politics, ed. ill., Columbia University Press, 2013, ISBN 978-0-231-52240-3. URL consultato il 5 settembre 2013.
- (EN) John K. Whitmore, 6 Vân Đồn, the 'Mạc Gap,' and the End of the Jiaozhi Ocean System: Trade and State in Đại Việt, Circa 1450-1550. in Cooke, Nola & Anderson 2011
- (EN) Jean D. Wilson e Claus Roehrborn, Long-Term consequences of Castration in Men: Lessons from the Skoptzy and the Eunuchs of the Chinese and Ottoman Courts, in The Journal of Clinical Endocrinology & Metabolism, vol. 84, 1º dicembre 1999,  pp. 4324-4331, DOI:10.1210/jcem.84.12.6206, PMID 10599682.
- (EN) Yingyu Zhang (a cura di), A Eunuch Cooks Boys to Make a Tonic of Male Essence, in The Book of Swindles: Selections from a Late Ming Collection, traduzione di Christopher Rea e Bruce Rusk, New York, Columbia University Press, 2017,  pp. 138-141.
- (ZH) Jianlong Zhu, 辽代后宫制度研究 [Research on the System of Imperial Harem in the Liao Dynasty] (TESI), Jilin University, aprile 2009.